# Polygala plagioptera
Polygala plagioptera är en jungfrulinsväxtart som beskrevs av Jean Jules Linden och Planch.. Polygala plagioptera ingår i släktet jungfrulinssläktet, och familjen jungfrulinsväxter. Inga underarter finns listade i Catalogue of Life.